# Гоздава (Поморське воєводство)
Гоздава (пол. Gozdawa, нім. Neustädterwald) — село в Польщі, у гміні Новий Двур-Гданський Новодворського повіту Поморського воєводства.
Населення — 392 особи (2011).
У 1975-1998 роках село належало до Ельблонзького воєводства.

## Демографія
Демографічна структура станом на 31 березня 2011 року:
|          | Загалом | Допрацездатний вік | Працездатний вік | Постпрацездатний вік |
| -------- | ------- | ------------------ | ---------------- | -------------------- |
| Чоловіки | 200     | 44                 | 149              | 7                    |
| Жінки    | 192     | 50                 | 110              | 32                   |
| Разом    | 392     | 94                 | 259              | 39                   |